# Cibele
Cibele est un jeu vidéo d'aventure développé et édité par Star Maid Games, sorti en 2015 sur Windows et Mac.

## Trame
En 2009, Nina, une jeune femme de 18 ans, rencontre un garçon nommé Blake dans le MMORPG fictif Valtameri.

## Système de jeu
Le joueur, qui incarne Nina, navigue sur le bureau d'un ordinateur simulé et suit l'éclosion d'une romance en ligne. Le joueur a accès à un grand nombre de fichiers personnels (e-mails, photos, journal intime) et doit accomplir des quêtes dans Valtameri pour faire avancer l'histoire.
Le système de combat dans Valtameri est très simple : le joueur doit frapper les ennemis — qui ne l'attaquent jamais en retour — jusqu'à ce qu'ils meurent. Les séquences qui se déroulent dans le jeu en ligne servent surtout d'arrière-plan où ce qui importe vraiment sont les conversions avec Blake.

## Développement
Pour élaborer le scénario de Cibele, la conceptrice Nina Freeman s'inspire principalement d'une histoire qu'elle a vécu sept ans auparavant, lorsqu'elle est tombée amoureuse et a fait l'amour pour la première fois avec un homme rencontré dans le jeu de rôle en ligne Final Fantasy XI — « Cibele » était alors le pseudonyme qu'elle employait dans le jeu. Au fil des chats, des appels et des échanges de mails, une relation s'est construite progressivement entre eux, puis il a traversé le pays en avion pour la rencontrer en personne et prendre part à un rendez-vous galant, à l'insu de leur groupe de joueurs. Il est ensuite reparti, et elle ne l'a plus revu qu'en tant qu'avatar dans le jeu. Les documents consultables dans Cibele, parmi lesquels on retrouve des fan arts d'adolescente et des selfies aguicheurs, sont issus des véritables fichiers et historiques de conversations présents sur l'ancien disque dur de la créatrice, qui explique qu'elle « [a] toujours eu un instinct d'archivage poussé à l'extrême » et que « c'est cette histoire pendant laquelle [elle] étai[t] sur son ordinateur en permanence qui a façonné le contenu de celui-ci. »
Bien qu'inspiré d'une histoire vraie, Freeman ne considère toutefois pas le jeu comme « purement autobiographique » car, « en tant que scénariste […], [elle a] dû couper de nombreuses choses qui sont arrivées entre ce garçon et [elle] parce qu'elles n'apportaient rien de plus à ce que le jeu raconte. » Parmi ses autres sources d'inspiration, Nina Freeman cite Lost in Translation — un film qu'elle « adore » —, avec lequel « le développement de l'histoire de Cibele a de nombreux points communs » et sur certaines parties duquel « les passages filmés du jeu sont basés. » Freeman affirme en outre que « la musique et les clips de Grimes ont également influencé la tonalité et l'esthétique du jeu. »

## Accueil

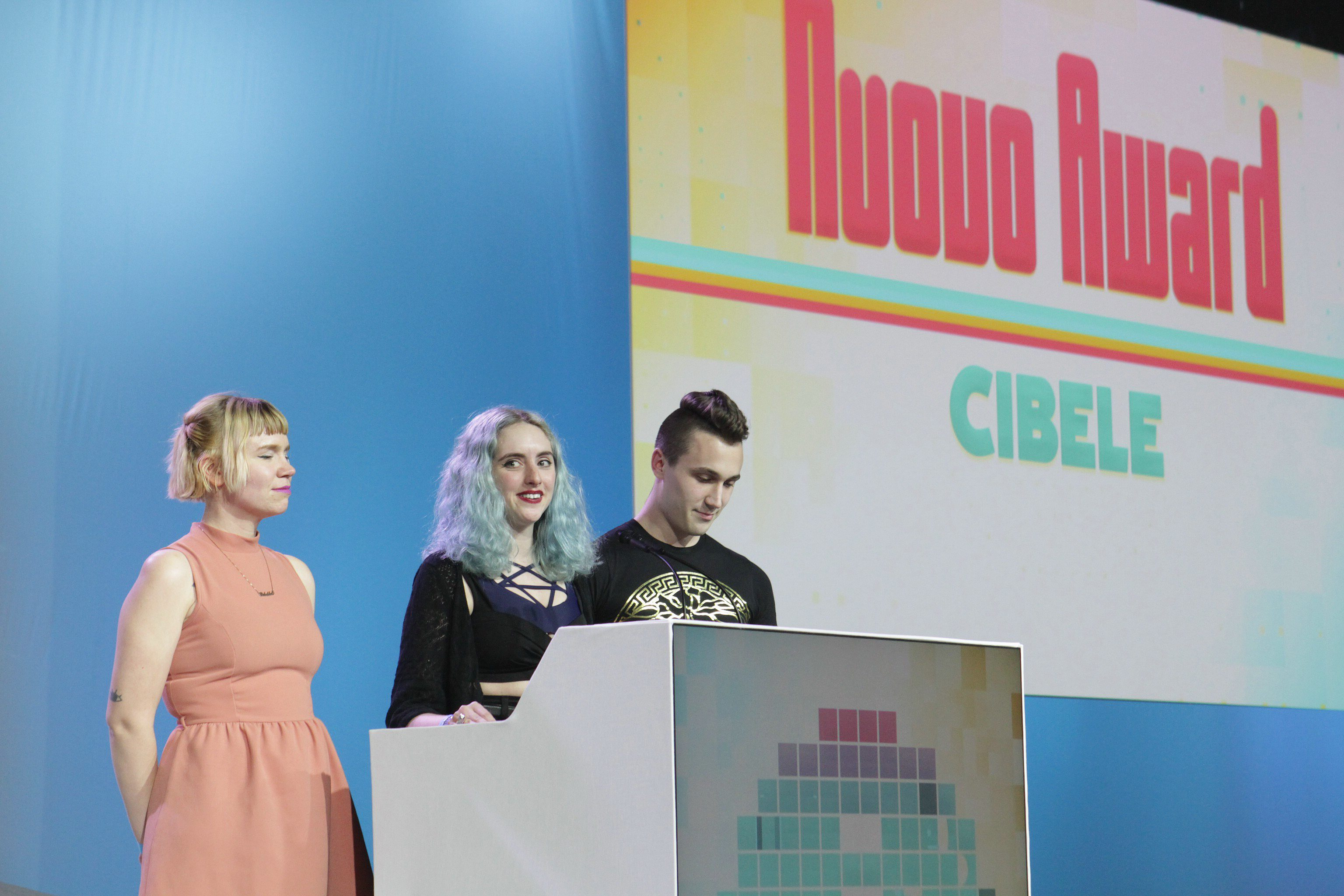
Nina Freeman reçoit le Prix Nuovo de l'Independent Games Festival 2016 pour Cibele.

Le jeu a obtenu le prix Nuovo à l'Independent Games Festival 2016 dans lequel il a au été nommé au Grand prix Seumas-McNally et dans la catégorie Excellence en Narration.

## Postérité
Après la sortie de Cibele, de nombreuses personnes contactent Nina Freeman. Certaines veulent partager leurs propres histoires de relations en ligne, comme par exemple cette adolescente qui a pris l’avion pour l’Europe afin de rencontrer son petit ami virtuel mais s'est aperçue qu'il n'était « pas aussi gentil que ce [qu'elle] espérai[t] » ; de nombreuses femmes lui disent avoir apprécié que Nina ait une faible estime d’elle-même, et s'être identifiées à cet aspect du personnage ; des hommes, enfin, lui confient avoir été des « adolescents exécrables », avec des messages comme : « ton personnage m'a rappelé mon ex-petite amie que je fréquentais dans World of Warcraft, et ça m’a vraiment aidé à comprendre pourquoi elle était si en colère contre moi. J’ai été un vrai connard. »
Freeman s'est parfois sentie épuisée ou submergée en répondant à toutes ces histoires — « à un moment donné, j’ai besoin de mon espace personnel » — mais, en contrepartie, elle estime que « c'est aussi très encourageant de voir que les gens se retrouvent dans [son] travail. » En tant que poète, « ça [lui] a semblé naturel que les gens aient envie de se confier — la poésie, c’est aussi aborder des choses très dures, très personnelles. Ça demande beaucoup d’effort émotionnel ; réaliser des jeux aussi. »